# Persönlichkeit des Jahres (Fußball)
Seit 1990 kürt das Fachmagazin Kicker jedes Jahr die Persönlichkeit des Jahres im deutschen Fußball. Bis zum Jahr 2019 hieß die Auszeichnung Mann des Jahres.

## Bisherige Titelträger
| Jahr | Persönlichkeit         | Verein/Mannschaft                                                             | Tätigkeit                                                                     | vorangegangene Erfolge |
| ---- | ---------------------- | ----------------------------------------------------------------------------- | ----------------------------------------------------------------------------- | --- |
| 1990 | Franz Beckenbauer      | Deutsche Nationalmannschaft                                                   | Teamchef                                                                      | Weltmeister |
| 1991 | Karl-Heinz Feldkamp    | 1. FC Kaiserslautern                                                          | Cheftrainer                                                                   | Meister |
| 1992 | Erich Ribbeck          | FC Bayern München                                                             | Cheftrainer                                                                   | |
| 1993 | Winfried Schäfer       | Karlsruher SC                                                                 | Cheftrainer                                                                   | Qualifikation für den UEFA-Cup                                                                                                   |
| 1994 | Volker Finke           | SC Freiburg                                                                   | Cheftrainer                                                                   | Klassenerhalt |
| 1995 | Berti Vogts            | Deutsche Nationalmannschaft                                                   | Bundestrainer                                                                 | |
| 1996 | Thomas Helmer          | FC Bayern München                                                             | Spieler                                                                       | UEFA-Cup-Sieger, Europameister                                                                                                   |
| 1997 | Otto Rehhagel          | 1. FC Kaiserslautern                                                          | Cheftrainer                                                                   | Bundesliga-Aufstieg |
| 1998 | Otto Rehhagel (2)      | 1. FC Kaiserslautern                                                          | Cheftrainer                                                                   | Meister |
| 1999 | Lothar Matthäus        | FC Bayern München                                                             | Spieler                                                                       | Meister, Pokalfinalist, Champions-League-Finalist, Deutschlands Fußballer des Jahres                                             |
| 2000 | Rudi Völler            | Deutsche Nationalmannschaft                                                   | Teamchef                                                                      | |
| 2001 | Oliver Kahn            | FC Bayern München                                                             | Spieler                                                                       | Meister, Champions-League-Sieger, Deutschlands Fußballer des Jahres                                                              |
| 2002 | Michael Ballack        | Bayer 04 Leverkusen / FC Bayern München                                       | Spieler                                                                       | Vizemeister, Pokalfinalist, Champions-League-Finalist (Bayer 04 Leverkusen), Vize-Weltmeister, Deutschlands Fußballer des Jahres |
| 2003 | Felix Magath           | VfB Stuttgart                                                                 | Cheftrainer                                                                   | Vizemeister, Deutschlands Fußballtrainer des Jahres                                                                              |
| 2004 | Thomas Schaaf          | Werder Bremen                                                                 | Cheftrainer                                                                   | Meister, Pokalsieger, Deutschlands Fußballtrainer des Jahres                                                                     |
| 2005 | Thomas Doll            | Hamburger SV                                                                  | Cheftrainer                                                                   | UI-Cup-Sieger |
| 2006 | Franz Beckenbauer (2)  | Präsident des Organisationskomitees der Weltmeisterschaft 2006 in Deutschland | Präsident des Organisationskomitees der Weltmeisterschaft 2006 in Deutschland | Präsident des Organisationskomitees der Weltmeisterschaft 2006 in Deutschland                                                    |
| 2007 | Ivan Klasnić           | Werder Bremen                                                                 | Spieler                                                                       | Comeback nach Nierentransplantation                                                                                              |
| 2008 | Franck Ribéry          | FC Bayern München                                                             | Spieler                                                                       | Meister, Pokalsieger, Deutschlands Fußballer des Jahres                                                                          |
| 2009 | Felix Magath (2)       | VfL Wolfsburg / FC Schalke 04                                                 | Cheftrainer                                                                   | Meister (VfL Wolfsburg), Deutschlands Fußballtrainer des Jahres                                                                  |
| 2010 | Bastian Schweinsteiger | FC Bayern München                                                             | Spieler                                                                       | Meister, Pokalsieger, Champions-League-Finalist, WM-Dritter                                                                      |
| 2011 | Joachim Löw            | Deutsche Nationalmannschaft                                                   | Bundestrainer                                                                 | Qualifikation zur Europameisterschaft 2012 mit 10 Siegen aus 10 Spielen                                                          |
| 2012 | Jürgen Klopp           | Borussia Dortmund                                                             | Cheftrainer                                                                   | Meister, Pokalsieger, Deutschlands Fußballtrainer des Jahres                                                                     |
| 2013 | Franck Ribéry (2)      | FC Bayern München                                                             | Spieler                                                                       | Meister, Pokalsieger, Champions-League-Sieger, Europas Fußballer des Jahres                                                      |
| 2014 | Joachim Löw (2)        | Deutsche Nationalmannschaft                                                   | Bundestrainer                                                                 | Weltmeister, Deutschlands Fußballtrainer des Jahres                                                                              |
| 2015 | Dirk Schuster          | SV Darmstadt 98                                                               | Cheftrainer                                                                   | Bundesliga-Aufstieg |
| 2016 | Toni Kroos             | Real Madrid                                                                   | Spieler                                                                       | Champions-League-Sieger, UEFA-Super-Cup-Sieger, Klub-Weltmeister                                                                 |
| 2017 | Christian Streich      | SC Freiburg                                                                   | Cheftrainer                                                                   | Qualifikation für die 3. Qualifikationsrunde der Europa League                                                                   |
| 2018 | Fredi Bobic            | Eintracht Frankfurt                                                           | Sportvorstand                                                                 | Pokalsieger |
| 2019 | Jürgen Klopp (2)       | FC Liverpool                                                                  | Cheftrainer                                                                   | Vizemeister, Champions-League-Sieger, Deutschlands Fußballtrainer des Jahres                                                     |
| 2020 | Hansi Flick            | FC Bayern München                                                             | Cheftrainer                                                                   | Meister, Pokalsieger, Champions-League-Sieger, Deutschlands Fußballtrainer des Jahres                                            |
| 2021 | Robert Lewandowski     | FC Bayern München                                                             | Spieler                                                                       | Meister, Deutschlands Fußballer des Jahres, Rekorde der meisten Tore in einer Saison und innerhalb eines Kalenderjahres          |
| 2022 | Alexandra Popp         | VfL Wolfsburg                                                                 | Spielerin                                                                     | Vize-Europameisterin, Meisterin, Pokalsiegerin                                                                                   |
| 2023 | Frank Schmidt          | 1. FC Heidenheim                                                              | Cheftrainer                                                                   | Bundesliga-Aufstieg |
| 2024 | Xabi Alonso            | Bayer 04 Leverkusen                                                           | Cheftrainer                                                                   | Meister, Pokalsieger, Europa-League-Finalist, Deutschlands Fußballtrainer des Jahres                                             |

## Statistik

### Die meisten Auszeichnungen nach Personen
- 2 Auszeichnungen: Franz Beckenbauer, Jürgen Klopp, Felix Magath, Otto Rehhagel,  Franck Ribéry, Joachim Löw

### Die meisten Auszeichnungen nach Team
- 10 Auszeichnungen: FC Bayern München
- 5 Auszeichnungen: Bundestrainer/Teamchef
- 3 Auszeichnungen: 1. FC Kaiserslautern
- 2 Auszeichnungen: Werder Bremen, SC Freiburg
- 1 Auszeichnung: Bayer 04 Leverkusen, Borussia Dortmund, Eintracht Frankfurt,  FC Liverpool, FC Schalke 04, Hamburger SV, 1. FC Heidenheim, Karlsruher SC, Organisationskomitee der Fußball-Weltmeisterschaft 2006,  Real Madrid, SV Darmstadt 98, VfB Stuttgart, VfL Wolfsburg